# Oakville, Connecticut
Oakville är en ort (CDP) i Litchfield County, i delstaten Connecticut, USA. Enligt United States Census Bureau har orten en folkmängd på 9 047 invånare (2010) och en landarea på 8,4 km².